# Charles Bodle
Charles Bodle (* 1787 bei Poughkeepsie, New York; † 31. Oktober 1835 in New York City) war ein US-amerikanischer Jurist und Politiker. Zwischen 1833 und 1835 vertrat er den Bundesstaat New York im US-Repräsentantenhaus.

## Werdegang
Charles Bodle wurde ungefähr vier Jahre nach dem Ende des Unabhängigkeitskrieges bei Poughkeepsie geboren. Er war ein Wagenmacher und Friedensrichter. Bodle hielt mehrere politische Ämter in Bloomingburg. Politisch gehörte er der Jacksonian-Fraktion an. Bei den Kongresswahlen des Jahres 1832 für den 23. Kongress wurde Bodle im siebten Wahlbezirk von New York in das US-Repräsentantenhaus in Washington, D.C. gewählt, wo er am 4. März 1833 die Nachfolge von John C. Brodhead antrat. Da er auf eine erneute Kandidatur im Jahr 1834 verzichtete, schied er nach dem 3. März 1835 aus dem Kongress aus. Er starb am 31. Oktober 1835 in New York City und wurde in Bloomingburg auf dem gleichnamigen Friedhof beigesetzt.